# Asterochernes kuscheli
Asterochernes kuscheli är en spindeldjursart som beskrevs av Beier 1964. Asterochernes kuscheli ingår i släktet Asterochernes och familjen blindklokrypare.

## Underarter
Arten delas in i följande underarter:
- A. k. kuscheli
- A. k. patagonicus